# 83 del Lleó

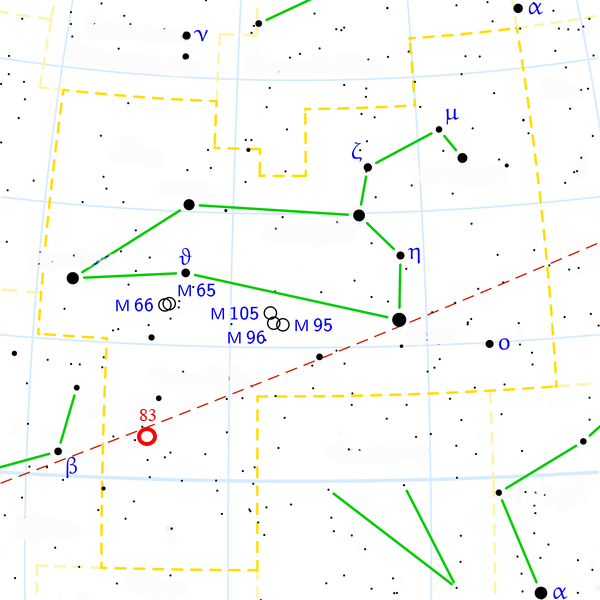
Localització de l'estel.

83 del Lleó (83 Leonis) és un estel binari a la Constel·lació del Lleó, situada al sud de Duhr (δ Leonis), oest de Zavijava (β Virginis) i est d'α Sextantis. El sistema, conegut també com a Struve 1540 AB, es troba a 58 anys llum de distància de la Terra. Es coneixen dos planetes extrasolars al voltant d'una de les components del sistema.
83 del Lleó és una binària àmplia les components de la qual, separades visualment 28 segons d'arc, s'hi troben a unes 720 ua de distància entre si i s'hi mouen en una òrbita excèntrica (e = 0,46) que completen en uns 32 000 anys. Un tercer estel a 90,3 segons d'arc sembla que no és una companya real i simplement està en la mateixa línia de visió.
83 del Lleó A (HD 99491), l'estel principal, és una subgegant groga-taronja de tipus espectral G6/8-K0IV de magnitud aparent +6,49. El seu radi és 1,9 vegades major que el radi solar, amb una lluminositat del 66% de la que té el Sol. La seua metal·licitat és entre 1,2 i 2,3 vegades major que la solar. 83 del Lleó B (HD 99492) és una nana taronja —encara que també poguera ser una subgegant— de tipus K2V-IV i magnitud +7,57. Amb un radi equivalent al 88% del radi solar, la seva lluminositat és només el 24% de la del Sol, i la seva massa el 88% de la massa solar.

## Sistema planetari
El 2005 es va descobrir al voltant de 83 del Lleó B un planeta (83 del Lleó Bb) amb una massa mínima de 36 vegades la massa terrestre o l'11% de la massa de Júpiter. Situat molt prop de l'estel —a 0,12 ua, una tercera part de la distància entre Mercuri i el Sol— completa una òrbita cada 17,04 dies.
Un segon planeta més extern, descobert en 2010 i denominat 83 del Lleó Bc, orbita a una distància mitjana de 5,4 ua de 83 del Lleó B. El seu període orbital és de 4.970 dies. Després es va confirmar que era un fals positiu.
| Company (En ordre des de l'estrella) | Massa (MJ)      | Període Orbital (dies) | Eix semimajor (AU) | Excentricitat |
| ------------------------------------ | --------------- | ---------------------- | ------------------ | ------------- |
| b                                    | > 0,109 ± 0,013 | 17,0431 ± 0,047        | 0,1232 ± 0,0071    | 0,254 ± 0,092 |
| c fals positiu                       | > 0,36 ± 0,02   | 4970 ± 149             | 5,4 ± 0,1          | 0,106 ± 0,006 |